# Fibrinogen
Fibrinogen je po kemijskom sastavu bjelančevina, nalazi se u krvi. Nalazi se u krvnoj plazmi te je jedan od specifičnih proteina u njenom sastavu.
Fibrinogen je protein koji sudjeluje u zgrušavanju krvi. Pod djelovanjem drugih čimbenika zgrušavanja stvara ugrušak i tako sprječava gubitak krvi. Stvara se isključivo u jetri, a njegovo povećanje povezano je i s upalama, tumorima, traumama, opeklinama.
Povišene vrijednosti fibrinogena mogu se normalno naći u trudnoći.

## izvor
1. ↑  Ž. Lukša, S. Mikulić; Život 3; Školska knjiga; Zagreb 2014.